# مؤسسة أبيغ
مؤسسة أبيغ هي متحف ومركز ترميم للمنسوجات القديمة يقع في بلدية ريجيسبيرج في برن، بسويسرا .

## التاريخ
في الخمسينيات من القرن العشرين، قرر فيرنر ومارجريت أبيغ التبرع بمنزلهما ومجموعة الأقمشة الخاصة بهما إلى مؤسسة ومتحف. وكان الافتتاح في عام 1961.

## المجموعات
ويضم متحف المؤسسة مجموعات من المنسوجات من مناطق مختلفة من أوروبا والشرق الأوسط العربي والفارسي ، بالإضافة إلى طريق الحرير، ومجموعة من الفنون الإسلامية. وتغطي تواريخ الأقمشة المعروضة من القرن 14 إلى القرن 17.

## الاستعادة
وتضم مؤسسة أبيغ أيضًا مركزًا لترميم الأقمشة العتيقة والتدريب على هذا الترميم. وهي واحدة من أربع هياكل سويسرية فقط تقدم تدريبًا على مستوى الجامعة في هذا المجال والتي تتوافق مع توصيات (الاتحاد الأوروبي لمنظمات المحافظين والمرممين).
أُدرج المتحف كأحد الأصول الثقافية ذات الأهمية الوطنية، كما أنه مكان لإقامة الندوات والمؤتمرات حول المنسوجات.

## طالع أيضًا

### مقالات ذات صلة
- متحف الأقمشة والفنون الزخرفية[الإنجليزية]